# Théorie du pétrole abiotique
La théorie du pétrole abiotique est une théorie alternative sur l'origine chimique du pétrole, qui serait selon celle-ci formé dans les couches profondes de la Terre ; elle s'oppose à l'hypothèse communément admise de la formation par transformation progressive de détritus biologiques fossilisés à des profondeurs relativement faibles. Cette théorie, apparue au XIXe siècle, fit l'objet de nouvelles recherches et d'une mise en pratique en Union soviétique dans les années 1950 et 1960. Largement ignorée en Occident du fait des faibles volumes de pétrole abiotique découverts, elle n'a jamais suscité de réel intérêt parmi les géologues, hormis les Russes par le passé et est de nos jours considérée comme scientifiquement invalide.
La théorie abiogénique postule que le pétrole est formé à partir de dépôts profonds de carbone, datant peut-être de la formation de la Terre. La présence de méthane sur Titan, une des lunes de Saturne, est présentée comme un élément tendant à démontrer la possibilité de la formation d'hydrocarbures en l'absence de mécanismes biologiques. Les partisans de cette hypothèse suggèrent que de larges quantités de pétrole restent à découvrir et que celui-ci migrerait depuis le manteau terrestre par le biais de fissures.
Bien que l'on ait pu montrer la formation abiogénique de méthane et de gaz hydrocarbonés dans les profondeurs terrestres,, les publications sur le sujet indiquent qu'il ne s'agit pas là de quantités commercialement significatives (c'est-à-dire un contenu abiogénique médian d'environ 0,02 % dans les hydrocarbures extraits). Cette théorie a été revue en 2006 par Geoffrey P. Glasby, qui soulève nombre d'objections, au premier rang desquelles se trouve le fait qu'il n'existe à ce jour aucune preuve directe de l'existence de pétrole abiogénique (au sens d'un mélange liquide d'hydrocarbures à longue chaîne).

## Historique
Le terme de « pétrole » est attesté pour la première fois dans l'ouvrage de Georgius Agricola De Natura Fossilium en 1546. En 1757, le scientifique russe Mikhaïl Lomonossov formule plus clairement l'hypothèse selon laquelle le pétrole tirerait son origine de détritus biologiques. Cette hypothèse est rejetée au début du XIXe siècle par le géologue et chimiste allemand Alexander von Humboldt et le thermodynamicien Gay-Lussac : selon eux, le pétrole serait en fait un matériau primordial de la Terre, issu de grandes profondeurs, qui parviendrait en surface par des éruptions à froid.
Parmi les premiers partisans russes d'une origine inorganique du pétrole, Geoffrey Glasby cite Dmitri Mendeleïev, qui suppose que les hydrocarbures se forment dans la Terre par interaction entre l'eau et le carbure de fer, et Vladimir Vernadski, pour qui la diminution de la teneur en oxygène corrélative à une profondeur croissante dans la croûte terrestre, ainsi que l'augmentation de la teneur en hydrogène, conduit à la formation d'hydrocarbures dans les profondeurs. 
Après la Seconde Guerre mondiale, l'URSS, craignant des difficultés d'approvisionnement en pétrole, lance un vaste programme de recherches des meilleures stratégies à mettre en œuvre en matière de prospection pétrolière sur son territoire ; c'est dans ce contexte que Nikolai Kudryavtsev présente en 1951 sa théorie, dite « russo-ukrainienne », de l'origine abiotique du pétrole ; d'autres chercheurs soviétiques, notamment Vladimir Porfiriev, lui apportent leur soutien. Cependant, la plupart des milliers d'articles scientifiques sur le sujet sont écrits en langue russe contre une poignée en anglais : cette théorie reste donc à l'époque très largement inconnue en Occident et très difficile à évaluer par les non-russophones.
Après la chute de l'Union soviétique, l'hypothèse abiotique connut un certain regain d'intérêt en Occident à la suite de la publication en 1999 de The Deep Hot Biosphere, de Thomas Gold. Celui-ci mentionne la découverte de bactéries thermophiles dans la croûte terrestre en grandes quantités et dont la décomposition pourrait être une source de biomarqueurs dans le pétrole extrait, alors qu'auparavant les biomarqueurs trouvés dans le pétrole étaient considérés comme provenant de la chlorophylle des végétaux.
La découverte de gisements pétrolifères et gaziers au sein de terrains cristallins, en particulier dans la région de l'Oural et en Sibérie occidentale, est souvent mise en avant pour justifier la validité de cette théorie. Cependant, selon Geoffrey Glasby, les gisements découverts l'ont été en réalité grâce aux méthodes « classiques » et non pas, comme le prétendent les partisans de la théorie abiotique, grâce à cette dernière. Geoffrey Glasby affirme aussi que la théorie abiotique est aujourd'hui largement oubliée dans l'ex-Union soviétique.

## Théorie russo-ukrainienne
Selon Geoffrey Glasby, un point clé de la théorie russo-ukrainienne est le rôle de l'hydrogène dans la réaction de Fischer-Tropsch qui conduit à la formation d'hydrocarbures inorganiques. Geoffrey Glasby affirme qu'il s'agit d'une erreur, car le manteau supérieur est trop oxydant pour permettre au méthane d'y être la forme dominante de carbone. C'est la raison pour laquelle, selon Geoffrey Glasby, les gisements de pétrole en quantités commerciales n'ont pas pu se former de manière abiotique.
D'après Geoffrey Glasby, plusieurs articles publiés entre 1996 et 2002, et dont J.F. Kenney est le co-auteur, donnent une interprétation moderne de la théorie du pétrole abiotique. Selon Geoffrey Glasby, les « analyses thermodynamiques rigoureuses » de Kenney forment la base de la théorie abiotique. Il serait possible de convertir le méthane en un mélange complexe d'alcanes et d'alcènes supérieurs à des pressions et température élevées. La formation d'alcanes normaux à partir du méthane est favorisée thermodynamiquement seulement à des températures supérieures à 700 °C et des pressions supérieures à 30 kbar, ce qui correspond à une profondeur de 100 km sous la surface de la Terre. La conversion des hydrates de carbone, éléments fondamentaux des plantes, n'est elle pas thermodynamiquement favorisée à des pressions et températures élevées.
D'après Geoffrey Glasby, si la théorie abiotique est rigoureuse dans son interprétation thermodynamique, elle n'offre pas d'explication sur le processus complet qui permettrait de passer du méthane au pétrole : en effet, la conversion du méthane vers des hydrocarbures supérieurs n'est qu'une première étape dans la chaîne complexe qui conduit à la formation des pétroles commerciaux.
Selon J.F. Kenney, le succès de la théorie abiotique se traduit notamment par le fait que 80 gisements de pétrole et de gaz dans la région de la Caspienne ont été explorés et développés dans des socles cristallins sur la base de cette théorie. Des gisements ont aussi été explorés sur des socles cristallins en Sibérie occidentale et dans le bassin de Dneiper-Donets. Selon Kenney (1996) et Odell (2000, 2003, 2004), ces considérations ont pour corollaire que les hydrocarbures sont essentiellement une ressource renouvelable et qu'il n'y a pas plus de raison de craindre une pénurie future de pétrole qu'une pénurie, par exemple, de basalte de la crête médio-océanique. Cependant, malgré les efforts de J. F. Kenney et ses collègues, la théorie russo-ukrainienne des gisements de pétrole profonds et abiotiques reste mal connue en occident.
Les partisans de la théorie abiotique affirment que celle-ci a obtenu de grands succès dans l'exploration des gisements de pétrole russes. Mais, selon Geoffrey Glasby, les grandes découvertes de pétrole dans les régions Volga-Oural, nord de l'Oural, et Sibérie occidentale ont démarré dès le début des années 1940, alors que la théorie abiotique s'est développée seulement à partir de l'après-guerre, sur une période de 5 ans, pour être finalement présentée au congrès de la géologie du pétrole organisé en 1951 par Nikolaï Koudriavtsev. Les grands champs pétrolifères russes ont donc été explorés par des méthodes traditionnelles.

## Théorie de Thomas Gold
Selon Geoffrey Glasby, la théorie de Thomas Gold est controversée, car ce dernier aurait utilisé la théorie « russo-ukrainienne » pour mettre au point la sienne, mais sans citer ses sources. Il aurait, de plus, volontairement modifié la théorie « russo-ukrainienne » pour masquer la provenance de sa propre théorie, ce qui l'aurait conduit à introduire des erreurs significatives. Geoffrey Glasby précise cependant que Thomas Gold est un scientifique à part entière et un astrophysicien qui sait que le carbone est le quatrième élément le plus important dans l'Univers et se présente essentiellement sous forme d'hydrocarbures, avec, par exemple, de grandes quantités de méthane dans les atmosphères de Jupiter, Saturne, Uranus et Neptune : il était donc logique pour lui d'affirmer qu'aucun mécanisme spécial pour la génération d'hydrocarbures ne doit être invoqué. Geoffrey Glasby estime peu vraisemblable qu'un scientifique du calibre de Thomas Gold puisse présenter une théorie volontairement erronée pour en dissimuler la provenance.
La théorie de Thomas Gold s'appuie sur différents travaux. Dans ses premiers articles, de 1979 à 1985, Thomas Gold s'intéresse principalement au rôle joué par les tremblements de terre qui faciliteraient par fracturation la migration des gaz, en particulier du méthane, des profondeurs vers la surface de la Terre. Avec Soter, Thomas Gold met au point une carte de corrélation entre les zones sismiques, présentes et passées, et les principales régions pétrolifères et gazières. Cette association suggère que des failles profondes, formées pendant les séismes, pourraient jouer un rôle dans la remontée continuelle de gaz vers la surface de la Terre. Ces gaz venant des profondeurs généreraient la formation de gisements de pétrole et de gaz en se polymérisant. La présence d'hélium dans des hydrocarbures a également été considérée comme une preuve solide que ces derniers pouvaient avoir pour origine des gaz remontant des profondeurs (Gold and Held, 1987 ; Gold, 1993).
Pour mettre sa théorie au point, Thomas Gold s'est aussi basé sur les travaux de Holland et Baross (2003) et Ourisson et al. (1984), qui ont identifié dans plusieurs centaines d'échantillons de pétrole et de charbon des molécules hopanoïdes, qui sont les restes de parois cellulaires de bactéries. Ces auteurs ont démontré l'omniprésence des hopanoïdes dans les roches sédimentaires. Se basant sur les concentrations des hopanoïdes dans ces roches, les auteurs ont conclu que les hopanoïdes sont les composés les plus communs sur la Terre, avec une masse totale des hopanoïdes équivalente à celle de la masse totale des organismes vivants sur ou près de la surface de la Terre. Cela a conduit à penser que les composés qui jusqu'à présent étaient considérés comme des biomarqueurs pour le pétrole, par exemple, le pristane et le phytane, pourraient ne pas être en fait des dérivés de la chlorophylle présente dans les végétaux, mais provenir plutôt de la décomposition de bactéries. L'énorme biomasse bactérienne présente dans le sous-sol a conduit Thomas Gold à définir une « biosphère chaude et profonde » qui l'emporterait sur la biomasse de surface. Cette dernière affirmation a été mise en doute par Drury (2000).
Peters (1999) et Laherrere (2004) ont aussi émis des critiques sur la théorie de Thomas Gold sur la formation des huiles abiotiques. Selon Geoffrey Glasby, la théorie de Thomas Gold présente un défaut fondamental : le méthane ne peut se convertir en hydrocarbures supérieurs qu'à des pressions et températures élevées (30 kbar et 700 °C) qui correspondent à une profondeur de 100 km sous la surface de la Terre. La proposition de Thomas Gold de conversion du méthane à faible profondeur n'est donc pas compatible avec la deuxième loi de la thermodynamique. De plus, les bactéries sont incapables de catalyser des réactions chimiques thermodynamiquement incompatibles. Geoffrey Glasby affirme donc que la théorie de Thomas Gold est invalide.

## Tests expérimentaux
L'un des principaux obstacles au développement ultérieur de la théorie du pétrole abiotique est le manque de résultats expérimentaux fiables et reproductibles confirmant la possibilité de la synthèse spontanée de systèmes hydrocarbonés complexes à haute pression et température. Certaines recherches ont démontré expérimentalement la possibilité que des hydrocarbures lourds soient formés dans des conditions proches de celles trouvées dans le manteau terrestre,,.

## Indices
Selon Bénédicte Menez, géochimiste française, certains gisements, tels les réservoirs “pré-sal” au large du Brésil, montrent « des signatures géochimiques claires qu'une partie des hydrocarbures est d'origine abiotique ». Vincenzo Stagno, géologue de l'Université La Sapienza, à Rome, qui a travaillé sur les hydrocarbures gazeux abiotiques en Chine, estime que dans le cas évoqué « le pétrole abiotique est probablement très peu abondant », mais qu'il est nécessaire de mieux « comprendre comment il apparaît pour améliorer notre compréhension des hydrocarbures abiotiques gazeux ».

## Fiction
Cette théorie est employée comme l'un des ressorts du livre Le Monastère oublié de Steve Berry